# Sankt Margarethen im Lungau
Sankt Margarethen im Lungau è un comune austriaco di 742 abitanti nel distretto di Tamsweg, nel Salisburghese.